# Wolfgang Huss
Wolfgang Huss (* 1. April 1940 in Frankfurt am Main; † 4. Januar 2025) war ein deutscher Verleger und  Gründer der Huss Unternehmensgruppe.

## Leben und Wirken
Nach dem Abitur am Abendgymnasium Frankfurt am Main im Goethe-Gymnasium folgte er dem Ruf seines Onkels, des Verlegers Heinrich Vogel, nach München, um sich dort im Familienunternehmen das Grundwissen für eine Verleger-Tätigkeit anzueignen. Nebenher studierte er in München Jura und Betriebswirtschaft.
Ab 1962 begann er, zusammen mit J. Locher und J. Gastberger, bei den technischen Prüfstellen in den einzelnen Bundesländern für die Führerscheinprüfungen das gerechtere schriftliche Multiple-Choice-Verfahren einzuführen. Der amtliche Fragenkatalog erreichte 1968 eine Jahresauflage von über einer Million Exemplare. Daneben entwickelte er in Zusammenarbeit mit Verbänden und dem Verkehrsministerium Formulare wie die Beförderungs- und Begleitpapiere und die KVO- und CMR-Frachtbriefe. Auch erarbeitete er für die Fahrerausbildung bei der Bundeswehr die (ZDV 43/5 und 43/8) und für die Verkehrserziehung in den Schulen Lehr- und Lernmaterial, wie z. B. das Grundlagenwerk „Welt des Verkehrs“. 1969 verkaufte Heinrich Vogel seinen Verlag an Bertelsmann.

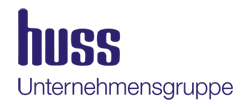
Die von Wolfgang Huss gegründete Unternehmensgruppe

Nach dem Verkauf des Heinrich Vogel Verlags an Bertelsmann gründete Wolfgang Huss im Januar 1975 einen eigenen Verlag, den Huss-Verlag – Fachverlag für Verkehrswesen – in München–Schwabing. Ab 1975 gab er einen Newsletter und ab 1976 den ersten Werbeträger „huss-kontakt“ heraus. Als erste Fachzeitschrift erschien 1977 die „taxi heute“ und 1979 die „Logistik Heute“. 2017 bestand das Portfolio des Huss-Verlags aus acht periodisch erscheinenden Fachzeitschriften. 1983 übernahm Huss die SPD-eigene Druckerei Bavaria-Druck.
Aus dem von Huss 1989 ins Leben gerufenen Kongress Eurocargo mit angeschlossener Messe wurde 2003 die internationale Fachmesse Logimat|.
1991 übernahm Wolfgang Huss  nach Verhandlungen mit der Treuhand die Ostberliner Fachverlage Verlag Technik,  Verlag Bauwesen,  Verlag Die Wirtschaft und  Verlag Rewi (ehemaliger Staatsverlag der DDR) und vereinte diese später zu der Huss-Medien GmbH.
Mit dieser Übernahme vergrößerte sich die Unternehmensgruppe um 170 Mitarbeiter, 28 Zeitschriften und 1.000 lieferbare Buchtitel.
Seit 2008 hat sich Wolfgang Huss sukzessive aus dem operativen Geschäft für den Verlagsbereich „Kommunikation und Wissen“ der Huss-Unternehmensgruppe zurückgezogen und die Führung der Geschäfte seinem Sohn Christoph Huss (* 1975) übertragen.
Die Huss–Unternehmen erzielten 2016 in den vier Geschäftsbereichen Verlag, Druck, Veranstaltungen und Immobilien mit rund 220 fest angestellten Mitarbeitern einen Umsatz in Höhe von 30 Mio. Euro.
Huss starb am 4. Januar 2025 im Alter von 84 Jahren. Er hinterließ seine Ehefrau und zwei gemeinsame Kinder.

### Mäzenatentum
Huss war Kunstsammler und Mäzen junger Künstler. So initiierte er z. B. 1993 einen Wettbewerb für den „Europäischen Transportpreis“ an der Kunsthochschule Weißensee und 2006 den Künstlerwettbewerb „Zeitungsleser“ für Bildhauer aus dem Grödner Tal.

## Ehrungen und Auszeichnungen
- 2001: Verdienstorden der Bundesrepublik Deutschland (Verdienstkreuz am Bande)[12]
- 2004: Ehrenmitglied des Internationalen Bustouristik Verbandes RDA
- 2008: Ehrenmitglied des Kaufmanns-Casinos München

## Schriften
- 1982 Omnibus-Geschichte Teil 1., Die Entwicklung bis 1924, HUSS-VERLAG, München 1982, ISBN 978-3-921455-05-0
- 1986 Omnibus-Geschichte Teil 2., Die Entwicklung ab 1924,  HUSS-VERLAG, München 1986, ISBN 978-3-921455-32-6
- 1991 40 Jahre RDA: Internationaler Bustouristik-Verband 1951–1991